# 마이클 코폰
마이클 코폰(Michael Copon, 1982년 11월 13일 ~ )은 미국의 배우, 제작자이다.

## 출연 작품

### 영화
- Dishdogz (2005)
- 브링 잇 온 4: 에버 (2007)
- 스코피언 킹 2: 전사의 탄생 (2008)
- 다크 하우스 (2009)
- 나이트 오브 데몬스 (2009)
- BoyBand (2010)
- 생존게임 247°F (2011)
- Music High (2012)
- Killer Holiday (2013)
- 완벽한 사육: 인간 사냥 (2015, Awaken)

### 텔레비전
- 파워레인저 타임포스 (2001)
- 파워레인저 와일드포스 (2002)
- 이븐 스티븐스 (2003)
- 원 트리 힐 (2004-05)
- 스크럽스 (2005)
- 르노 911! (2005)
- 댓츠 소 레이븐 (2005-06)
- 그릭 (2008)
- CSI: 마이애미 (2009)
- 하와이 파이브-0 (2010)